# Santa María de Guarayos
Santa María ist eine Ortschaft im Departamento Santa Cruz im Tiefland des südamerikanischen Andenstaates Bolivien.

## Lage im Nahraum
Santa María liegt in der Provinz Guarayos und ist zentraler Ort im Cantón Santa María im Municipio Ascención de Guarayos. Santa María liegt auf einer Höhe von 215 m am rechten Ufer des Río San Pablo, einem Grenzfluss zwischen dem Departamento Beni und dem Departamento Santa Cruz, der weiter zur Ortschaft Puente San Pablo fließt und 735 km flussabwärts in den Río Iténez mündet.

## Geographie
Santa María liegt in der Moxos-Ebene (spanisch: Llanos de Moxos), einer mehr als 100.000 km² großen Überschwemmungssavanne im nördlichen Tiefland von Bolivien. Das Klima der Region ist ein semi-humides Klima der warmen Tropen.
Die mittlere Durchschnittstemperatur der Region liegt bei etwa 25 °C (siehe Klimadiagramm Urubichá) und schwankt nur unwesentlich zwischen 22 °C im Juni und Juli und 27 °C von Oktober bis Februar. Der Jahresniederschlag beträgt etwa 1.150 mm, bei einer schwach ausgeprägten Trockenzeit von Juni bis September mit Monatsniederschlägen unter 45 mm, und einer deutlichen Feuchtezeit von November bis März mit Monatsniederschlägen zwischen 140 und 200 mm.

## Verkehrsnetz
Santa María liegt in einer Entfernung von 331 Straßenkilometern nördlich von Santa Cruz, der Hauptstadt des Departamentos.
Von Santa Cruz aus führt die asphaltierte Nationalstraße Ruta 9 zusammen mit der Ruta 4 zuerst in östlicher Richtung über Cotoca nach Puerto Pailas, überquert den Río Grande und trennt sich vierzehn Kilometer später in Pailón. Von hier aus führt die Ruta 9 über insgesamt 1175 Kilometer nach Norden bis Guayaramerín und erreicht nach 230 Kilometern Ascención de Guarayos. Am Nordrand der Stadt zweigt eine Landstraße in Richtung Westen ab, die vorbei an San Pablo nach vierzig Kilometern Santa María erreicht.

## Bevölkerung
Die Einwohnerzahl der Ortschaft ist in den vergangenen beiden Jahrzehnten auf das Vierfache angestiegen:
| Jahr | Einwohner | Quelle       |
| ---- | --------- | ------------ |
| 1992 | 239       | Volkszählung |
| 2001 | 742       | Volkszählung |
| 2012 | 1027      | Volkszählung |
| 2024 |           | Volkszählung |

Wichtigste Sprache im Municipio Ascención ist Spanisch, jedoch werden neben Quechua, Guaraní und Aymara von 27,5 Prozent der Bevölkerung andere indigene Sprachen gesprochen. (2001)